# كاسا دي ثيربانتس (مدريد)

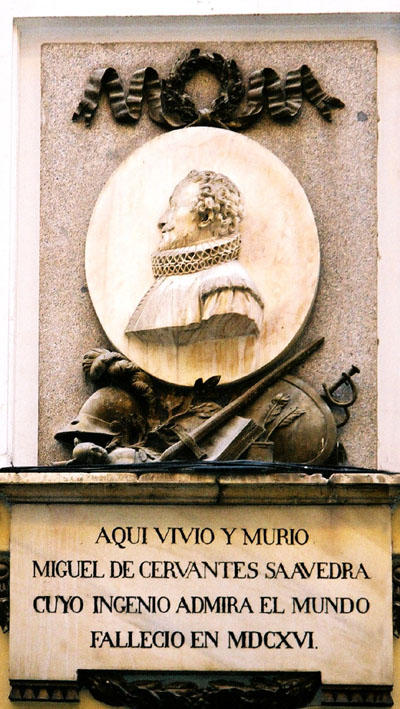
نصب تذكاري في كاسا دي ثيربانتس في مدريد.

كاسا دي ثيربانتس (بالإسبانية: Casa de Cervantes (Madrid))‏ يقع في زواية بين شارع ليون وشارع فرانكوس في حي الآداب في محيط ما يُعرف باسم مدريد القديمة. سكن الأديب الإسباني ميغيل دي ثيربانتس في العديد من المنازل في مدريد. ومن المعروف أنه في عام 1566 كان مقيمًا بها لحضوره بعض المحاضرات في مركز دراسات في فيلا، الذي كان يديره أستاذ النحو والصرف خوان لوبيث دي هويوس.